# Палм-Бич (Аруба)
Палм-Бич (англ. Palm Beach) — пляж и туристический район в регионе Ноорд, расположенный примерно в 6 километрах к северо-западу от Ораньестада, столицы Арубы. 

## Описание
По переписи населения 2010 года, в районе Палм-Бич постоянно проживает 5105 человек. Здесь расположен ряд многоэтажных отелей, таких как Hyatt Regency Aruba Resort & Casino, Aruba Marriott Resort, The Barceló, Holiday Inn SunSpree Resort, Ritz Carlton Resort и RIU palace Aruba. В 2009 году было завершено строительство торгового района, прилегающего к отелям, который включает два больших торговых центра под названием Paseo Herencia и Palm Beach Plaza Mall. Немного севернее Палм-Бич находится пляж Мальмок-Бич, небольшая песчаная полоса, идущая до самой северной оконечности Арубы. Вдоль этого тупикового бульвара расположены небольшие жилые комплексы и роскошные дома для отдыха. Популярными местами здесь являются пляжи Хадикурари-Бич (кайтсёрфинг), Араши и Бока-Каталина (сноркелинг).

## История
Изначально Палм-Бич — название района в округе Ноорд. Прилегающий к нему береговой пляж был официально зарегистрирован под тем же названием в 1960 году. Название Палм-Бич происходит от названия кокосовой плантации капитана Божона, который назвал ее в честь города Палм-Бич, штат Флорида, США. Находясь на государственной земле, его аренда была отменена для строительства отеля в 1958 году.
Первыми людьми, когда-либо жившими на этом берегу, были индейцы племени Какетио из племени араваков в 100 году н. э. Позже, в 1499 году, испанский исследователь Алонсо де Охеда открыл остров и создал небольшой гарнизон. Вскоре после этого остров захватили голландцы, и с тех пор он оставался под властью Нидерландов с небольшим перерывом на английское правление в 1805 году во время наполеоновских войн. Только в 1947 году в Палм-Бич открылся первый туристический офис. Первый отель открылся в пятидесятых годах прошлого века, и тогда же был проведен конкурс на лучший дизайн отеля. Победителя звали Эрнст Бартельс, и его идея называлась Басирути (нидерл. Basiroeti) по названию пляжа. В итоге отель стал называться Hotel Basiruti. Hotel Basiruti не был многоэтажным, бунгало на голом песке составляли основу нового отеля. С 1983 года это многоэтажный таймшер-отель под названием Playa Linda Beach Resort.
В 1962 году De Olde Molen, ветряная мельница из Веддервеера в Нидерландах, была восстановлена недалеко от Бубали на Палм-Бич и используется в качестве ресторана и достопримечательности.
Птичий заповедник Бубали находится рядом с отелями в Бубали, в районе Палм-Бич.